# Anna Maria Adroer i Tasis
Anna Maria Adroer i Tasis   (l'Escala, 19 de març de 1927 - Barcelona, 27 de setembre de 2021) va ser una historiadora i arqueòloga catalana.

## Biografia
doctorada en Història i Arqueologia per la Universitat de Barcelona amb la tesi El palau reial major de Barcelona ——qualificada Cum laude——, va treballar com a investigadora en el Consell Superior d'Investigacions Científiques (CSIC) i a l'Istituto internazionale di studi liguri, a Bordighera (Itàlia).
Com a arqueòloga va treballar a les excavacions realitzades a Empúries, a la Barcelona romana, a Clunia, a Bordighera (Itàlia) i a Saintes (França). Com a historiadora, ha participat en múltiples congressos, seminaris i conferències, i és autora de diferents obres, bona part d'elles centrades en la Història de Barcelona. Va ser membre col·laborador en l'equip d'edició de la Gran Enciclopèdia Catalana, en el consell de redacció de diferents publicacions especialitzades en història de Catalunya i ha estat directora del Museu d'Història de Barcelona i de l'Institut Municipal d'Història de la mateixa ciutat.

## Obres[3]
Del conjunt dels seus llibres i publicacions en obres col·lectives, es troben, a més de la preparació i edició dels catàlegs de fons cartogràfics i mapes antics de la península Ibèrica conservats a l'Arxiu Històric de la Ciutat de Barcelona: 
- El palau reial major de Barcelona (1978, tesi doctoral)
- Pintura i escultura a la casa de la ciutat (1983, amb Eloïsa Sendra i Mercè Doñate),
- Història de la Taula de Canvi de Barcelona: seu fundacional de la Caixa de Barcelona (1989, amb Gaspar Feliu)
- Càtars i catarisme a Catalunya (1996, amb Pere Català i Roca)
- Palaus reials de Catalunya (2003, amb Ramon Manent)

## Reconeixement
L'any 2020, fou inclosa en el projecte Mujeres Investigadoras en los Archivos Estatales (1900-1970) per a la descripció arxivística i per a la creació d'un microlloc específic al Portal d'Arxius Espanyols (PARES), desenvolupat entre els anys 2020 i 2023. Aquest projecte ha estat impulsat per la Subdirecció General d'Arxius Estatals, amb l'objectiu de visibilitzar la tasca d'investigació realitzada a Espanya per dones en l'interval 1900-1970 a partir dels registres documentals que es conserven als Arxius de Gestió dels Arxius Espanyols del Ministeri de Cultura (l'Arxiu Històric Nacional, l'Arxiu de la Corona d'Aragó, l'Arxiu General de Simancas, l'Arxiu General d'Índies, l'arxiu de la Reial Cancelleria de Valladolid, l'Arxiu General de l'Administració i el Centre d'Informació Documental d'Arxius).